# Закарпатье-2
«Закарпатье-2» (укр. Закарпаття-2) — бывший украинский футбольный клуб из города Ужгород. Являлся фарм-клубом «Закарпатья». Домашней ареной клуба являлись стадионы «Приборист» (Мукачево) и «Авангард» (Ужгород).

## История
В сезоне 2001/02 команда была заявлена для участия во Второй лиге Украины. Главным тренером являлся Михаил Иваница. Первая игра состоялась на выезде и завершилась поражением от «Красилова» (0:3). По итогам сезона «Закарпатье-2» заняло 17 место из 19 участвующих команд и покинула турнир. Лучшим бомбардиром закарпатцев с 6 забитыми голами стал Матвей Бобаль.
В 2003 году команда заняла второе место в чемпионате Закарпатской области, уступив лишь «Авангарду» из Свалявы.

## Главные тренеры
- Михаил Иваница (2001—2002)

## Статистика
| Сезон   | Дивизион            | Место в чемпионате | И  | В | Н | П  | ГЗ | ГП | О  | Примечание |
| ------- | ------------------- | ------------------ | -- | - | - | -- | -- | -- | -- | ---------- |
| 2001/02 | Вторая лига Украины | 17 из 19           | 36 | 7 | 6 | 23 | 32 | 59 | 27 | Понижение  |